# Шимијан (ада)
Шимијан (рум. Șimian) је ада на Дунаву, које се налази низводно од ХЕ Ђердап I, на граници Србије и Румуније. Острво припада Румунији, налази се низводно од града Турну Северин и на српској страни је село Мала Врбија а на румунској сртани је село Шимијан.
Пре изградње ХЕ Ђердап I 1968. године, пројектом пресељења туристичких објектата са речног острва Ада Кале на аду Шимијан, предвиђено пресељење старог утврђења које је коришћено у војне сврхе и типичних турских и румунских кућа. Пресељени објекти у лошем стању с обзиром да  амбициозни план пресељења никада није завршен. Из тог разлога Шимијан је такође познат као "нова Ада Кале"
Острву Шимијан може се приступити само водом. Ово отварање пејзажа и историјске баштине острва омогућено је пројектом "Дунавско-европског коридора", који је Европска унија финансирала кроз Суседски програм Румунија-Србија 2005.

## Историја
Археолошки налази показују да је ада била насељена од средњег неолита, где су пронађени трагови старчевачке и винчанске културе.
Током изградње Трајановог моста, у II веку нове ере (103 − 105 године), острво Шимијан послужило као природна могућност да се дунав скреће на једну па на другу страну и тако мост практично гради на сувом.